# 杭州图书馆
杭州图书馆是一座位于中国浙江省杭州市的公共图书馆，成立于1958年，老馆在青年路、浣纱路，2008年10月新馆在钱江新城落成。共分地下一层和地上四层，设2200个阅览座位。馆长褚树青于2003年在中国同行中首先推出免证阅览制度，任何人进杭州图书馆借阅书籍都不需要证件和费用（外借除外）。

## 简介

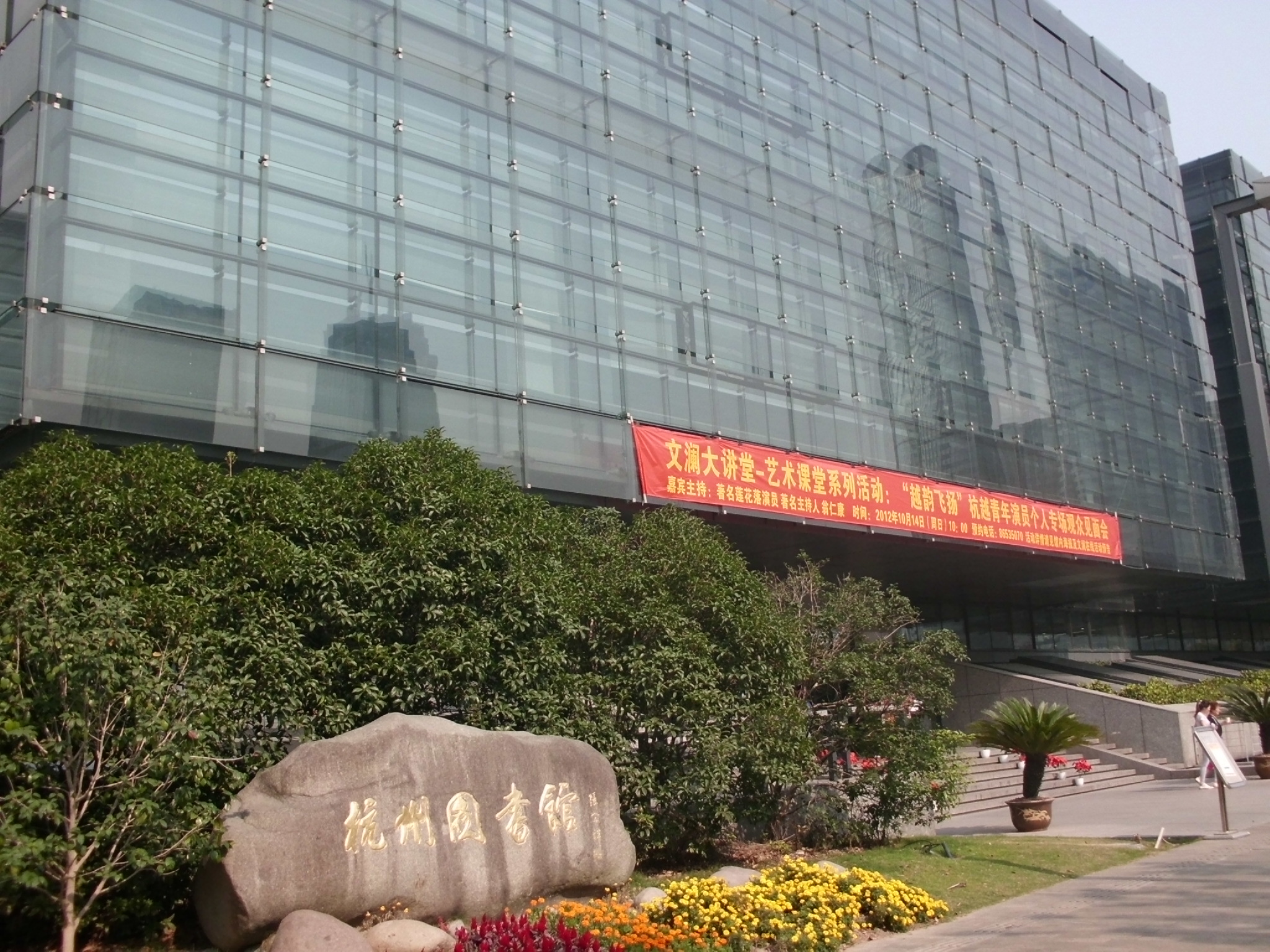
杭图

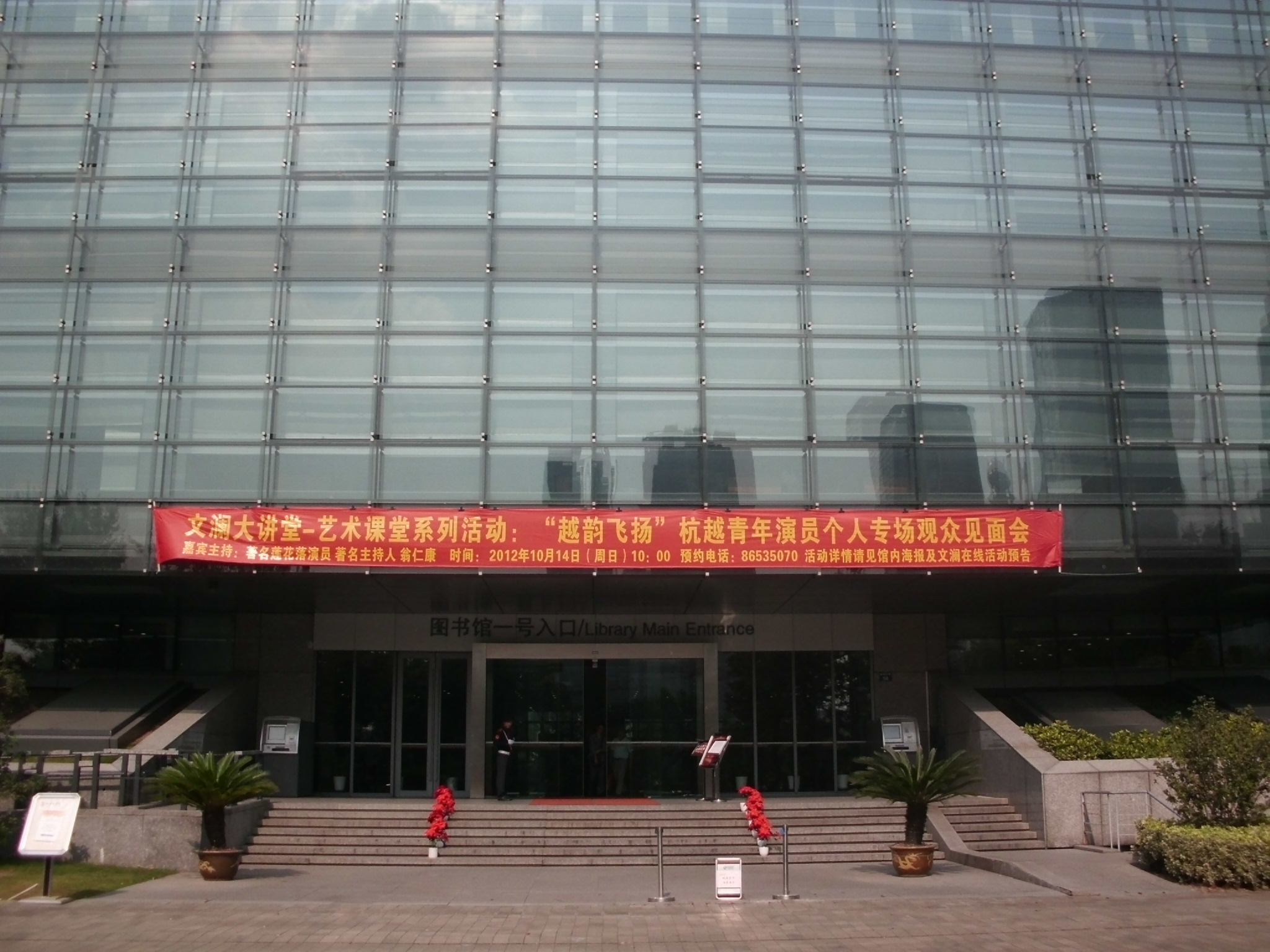
主要入口

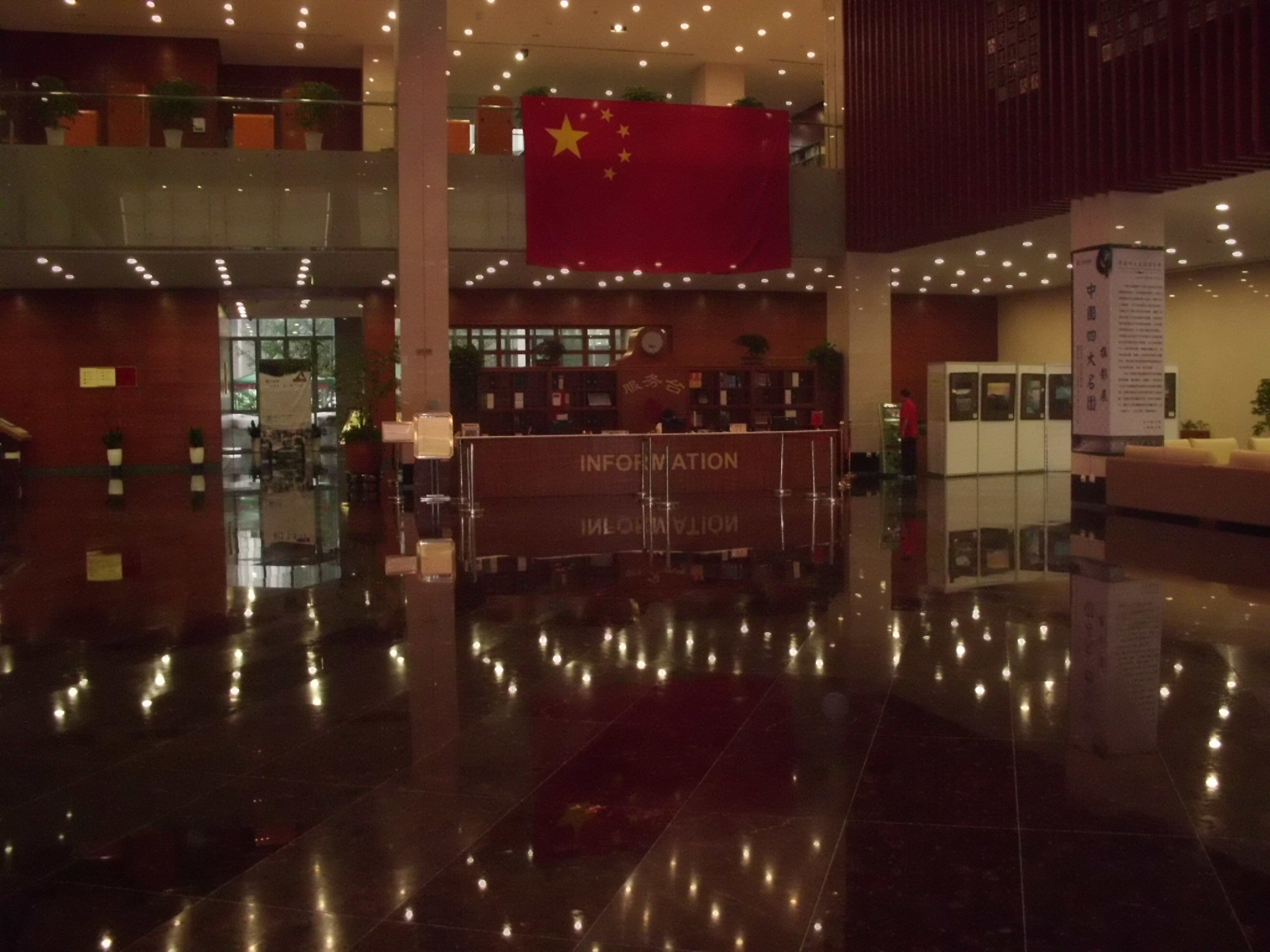
服务大厅

杭州图书馆建筑面积达5万平方米（其中新馆4.38万平方米），拥有各类文献资源280万册（件），载体有图书、报纸、杂志、特藏专藏、视听文献、数据库资源，内容涉及各门学科，已逐步形成了以文史哲、艺术、法律、旅游、经济、教育、音乐为特色的馆藏体系，其中馆藏古籍、民国图书达4万余册，包括善本古籍634种，5058册；碑刻拓片1400余种。
杭州图书馆为副省级公共图书馆，2003年成为国际图联成员馆。2007年，杭州图书馆馆藏品种有29种善本古籍进入首批《国家珍贵古籍名录》，2010年，被国务院确定为第二批“全国古籍重点保护单位”。
现在杭州图书馆已取消借书证及押金，仅需杭州市民卡、第二代身份证或芝麻信用550分即可办理借阅手续。
新馆是目前国内外开放比例最大的公共图书馆，将近90%的面积接待读者。炎热的暑期是杭州图书馆一年中读者数量最多的时期。

## 办证与借书

### 开通借书功能
持杭州市民卡的居民默认已开通借书功能，凭市民卡或身份证原件直接进馆借书，初始密码为身份证号的第9-14位。
其他居民及访客可使用支付宝芝麻信用550分以上免押金借书，或凭身份证缴纳押金100元办理借书证。

### 外借文献
- 可借数量：自2013年4月下旬以来，每证可外借文献共20册（之前是10册），其中电视连续剧最多为两套（之前为一套）。
- 借期：普通图书40天，杂志10天，光盘10天。
- 归还：到读者服务台、24小时还书箱（位于大门外旁边）、或自助借还机还书。

### 通借通还
杭州图书馆及其分馆和大部分杭州地区的公共图书馆实现了外借文献的通借通还，但不包括视听文献。
下列是支持通借通还的公共图书馆：
- 杭州少年儿童图书馆
- 上城区图书馆
- 拱墅区图书馆
- 西湖区图书馆
- 滨江区图书馆
- 萧山区图书馆
- 余杭区图书馆
- 临平区图书馆
- 钱塘区图书馆
- 富阳区图书馆
- 临安区图书馆
- 桐庐县图书馆
- 淳安县图书馆
- 建德市图书馆

## 开放时间
| 开放区域                   | 所在楼层 | 开放时间             |
| -------------------------- | -------- | -------------------- |
| 文献借阅中心（儿童借阅区） | 1层      | 周二至周日9:00-21:00 |
| 文献借阅中心               | 1层、2层 | 周二至周日9:00-21:00 |
| 音乐图书馆自助服务区       | 2层      | 周二至周日9:00-21:00 |
| 自修区                     | 2层      | 周一至周日9:00-21:00 |
| 专题文献中心               | 3层      | 周二至周日9:00-17:30 |
| 文献借阅中心（盲文阅览区） | 1层      | 周二至周日9:00-17:30 |

## 公交线路
| 公交站名         | 公交线路             |
| ---------------- | -------------------- |
| 市民中心站       | B2、B支1、96/K96     |
| 市民中心西大门站 | 325/K325、K566、K108 |
| 下车路口站       | B支6、32/K32         |
| 杭州大剧院站     | K84                  |

## 图片

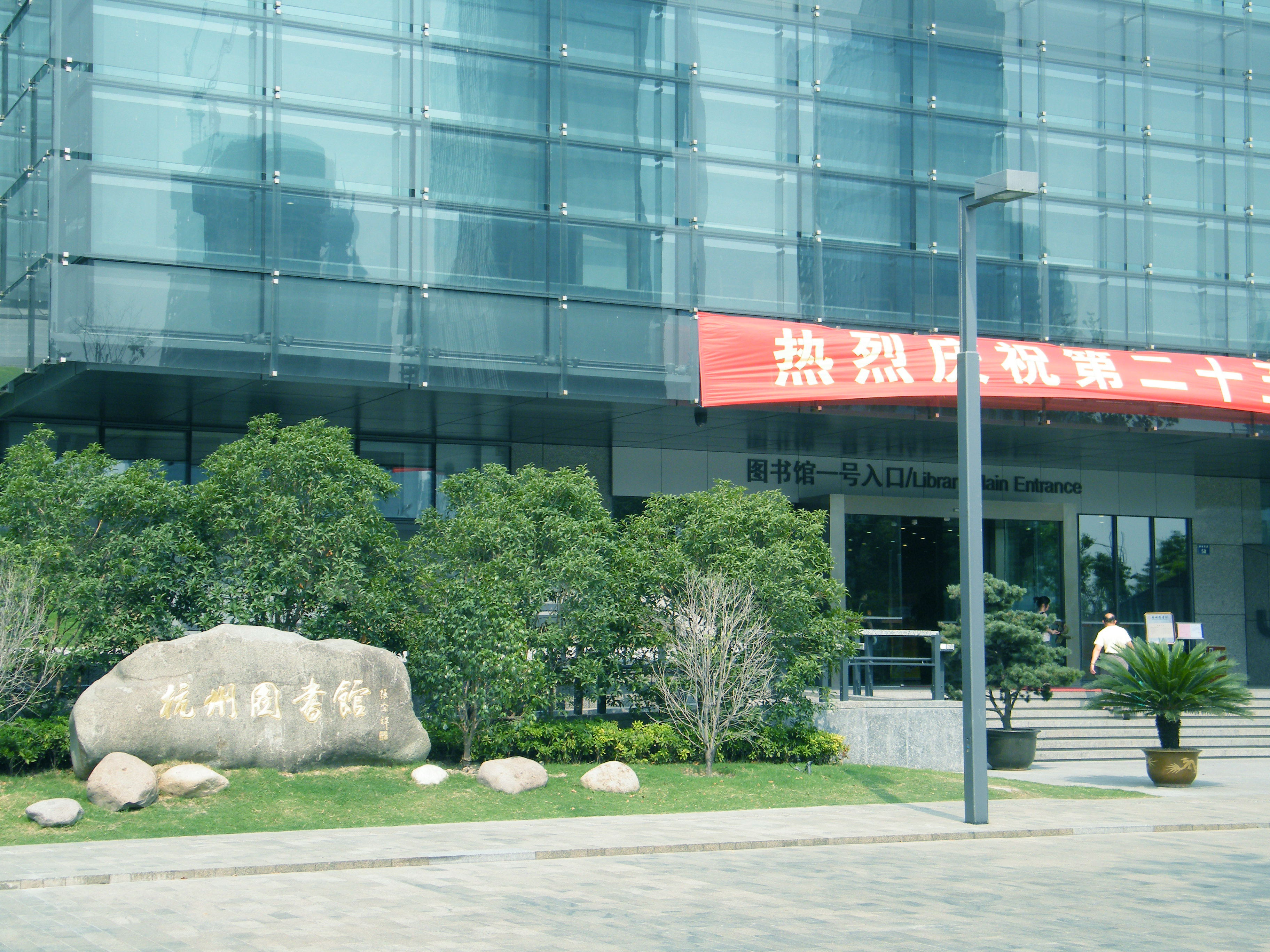
一号大门
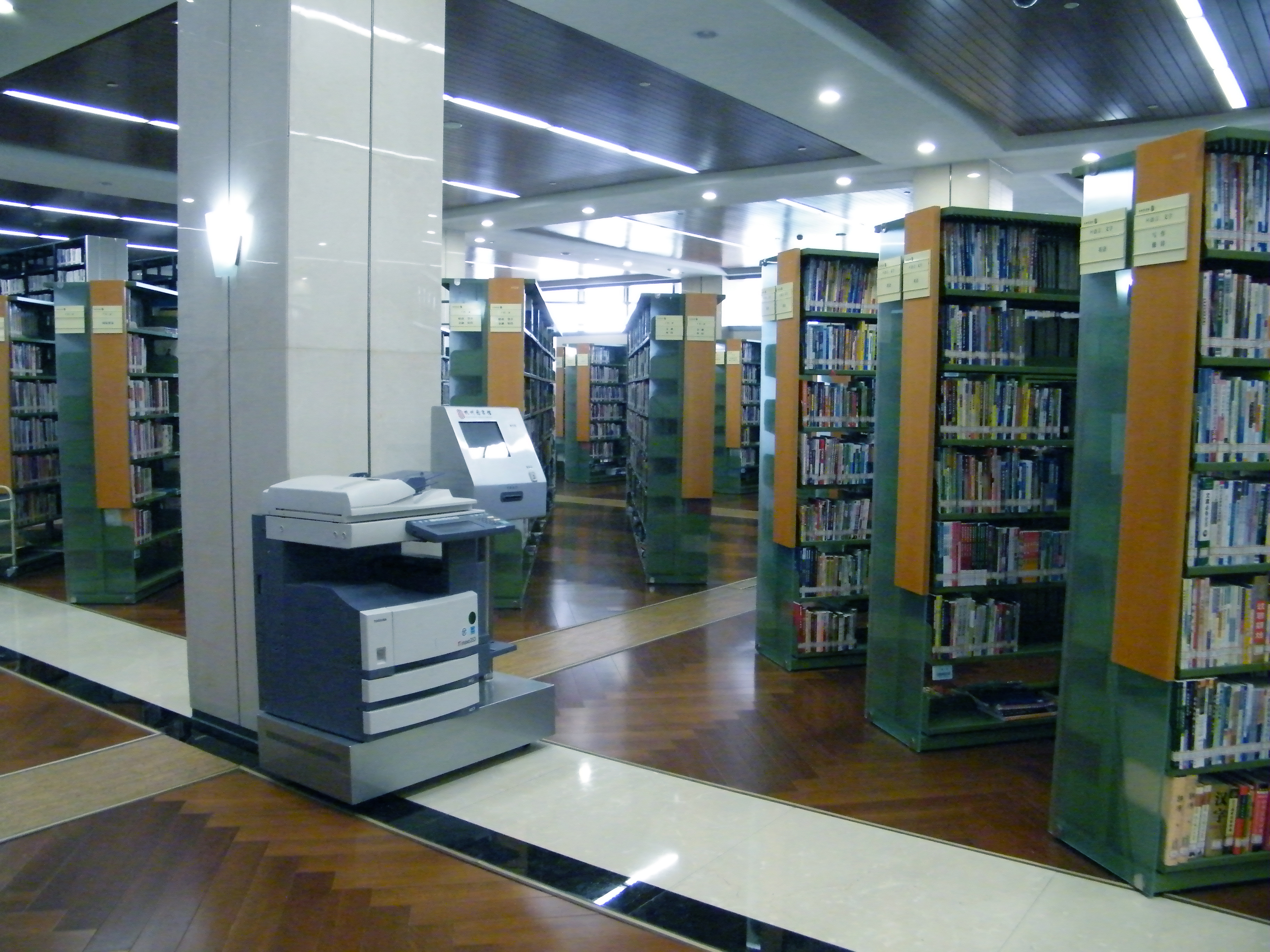
一楼读者复印机
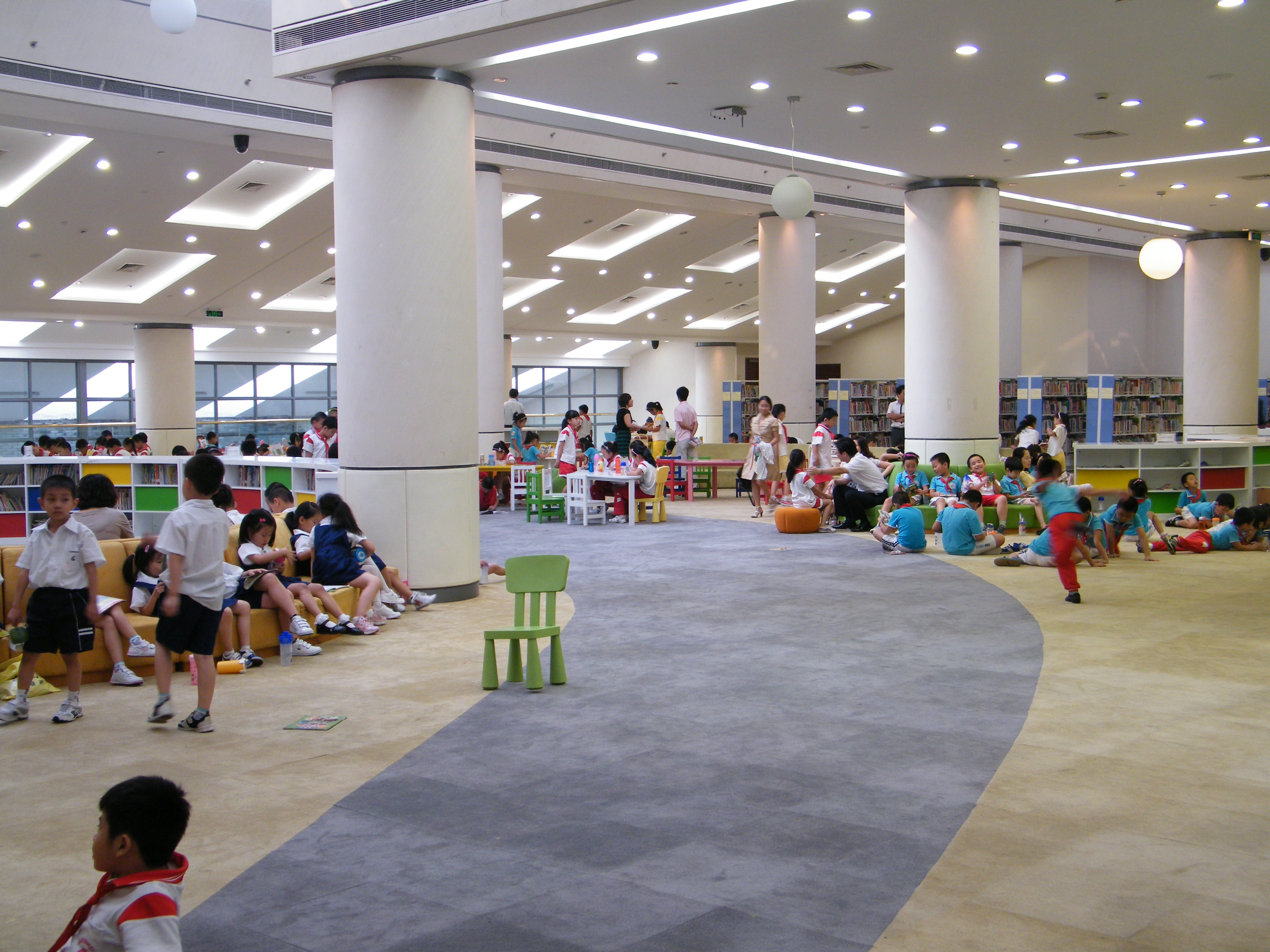
一楼儿童阅读室
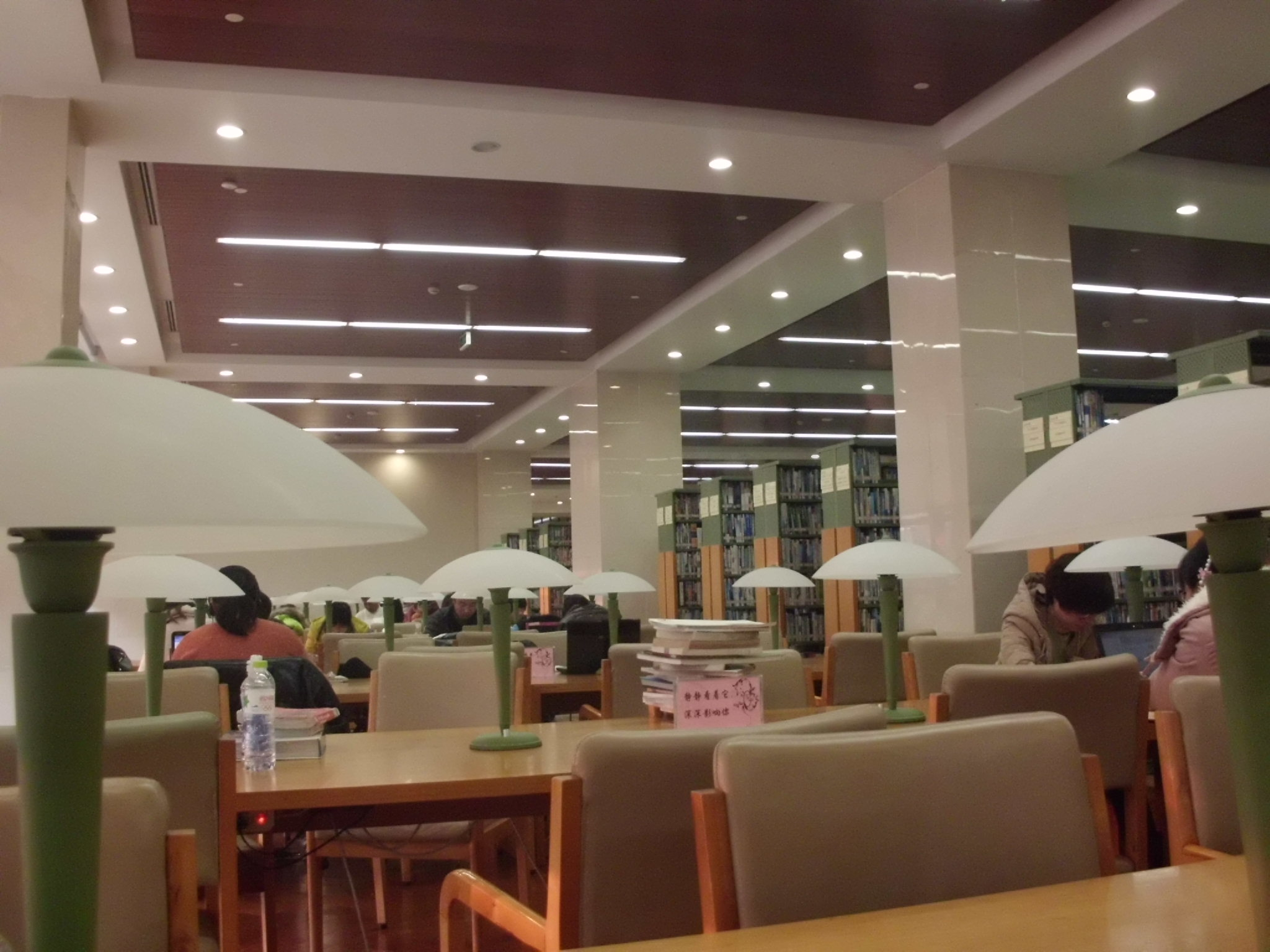
二楼自习阅读厅
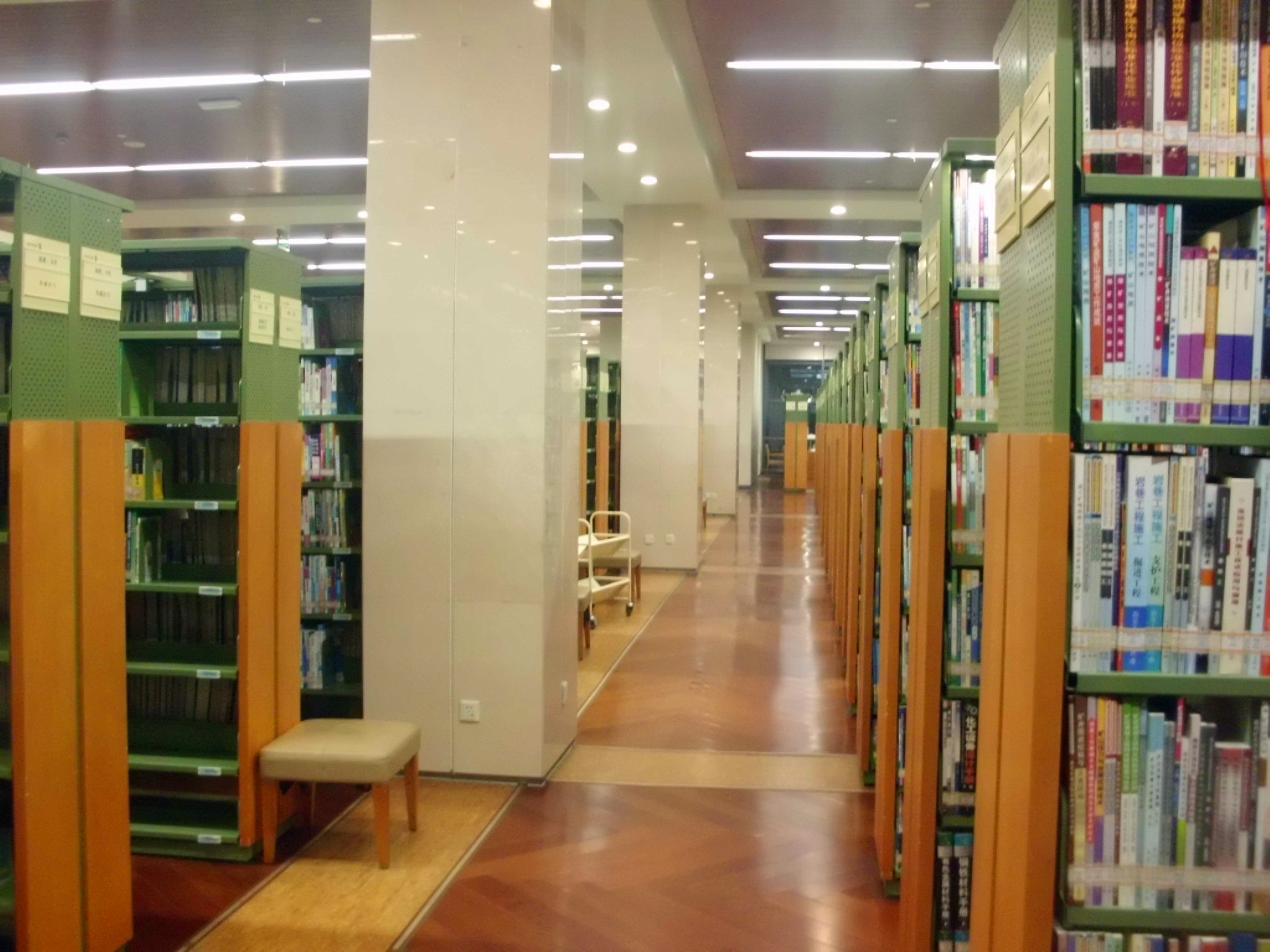
二楼书架
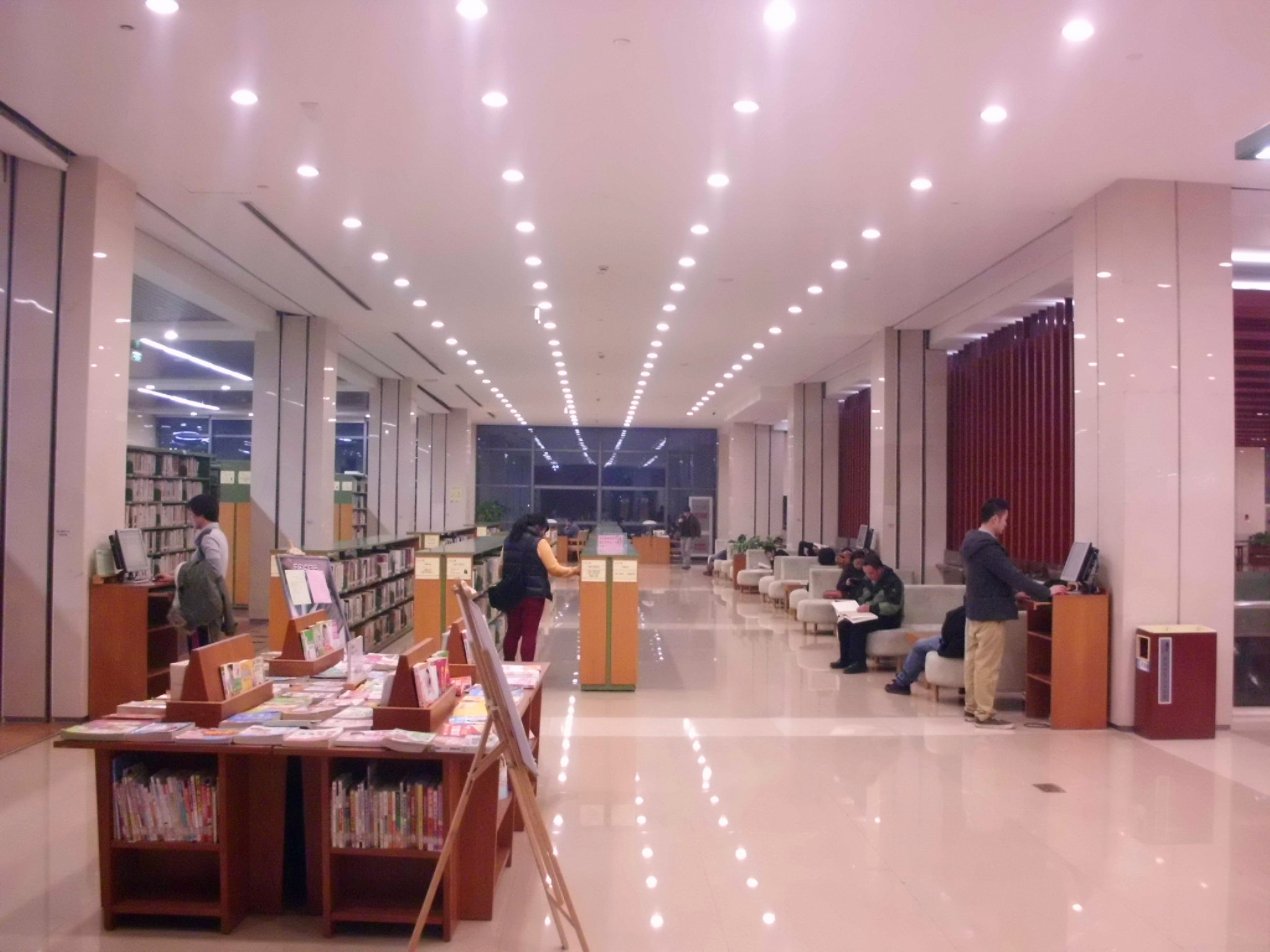
二楼
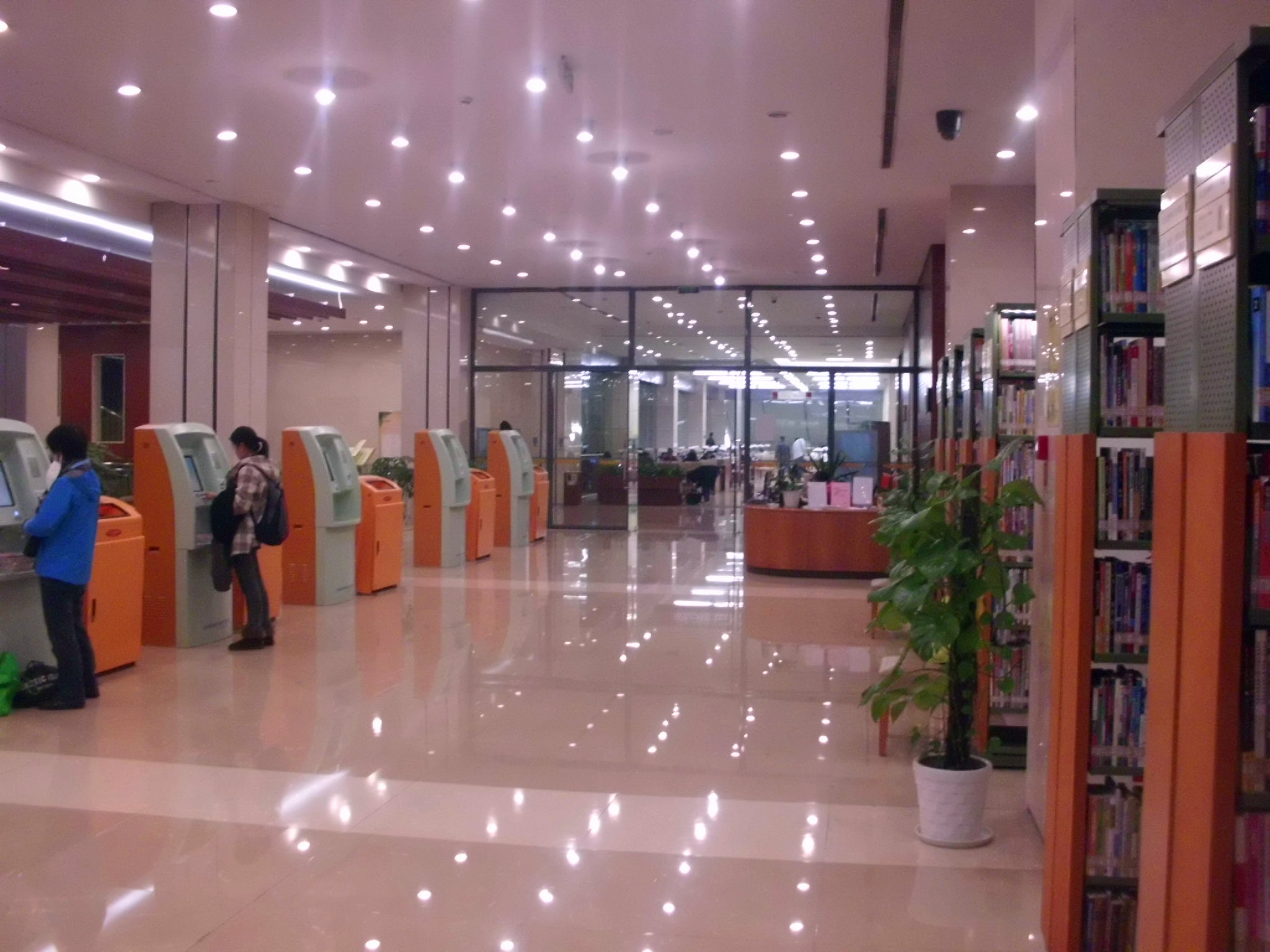
二楼自助还书机
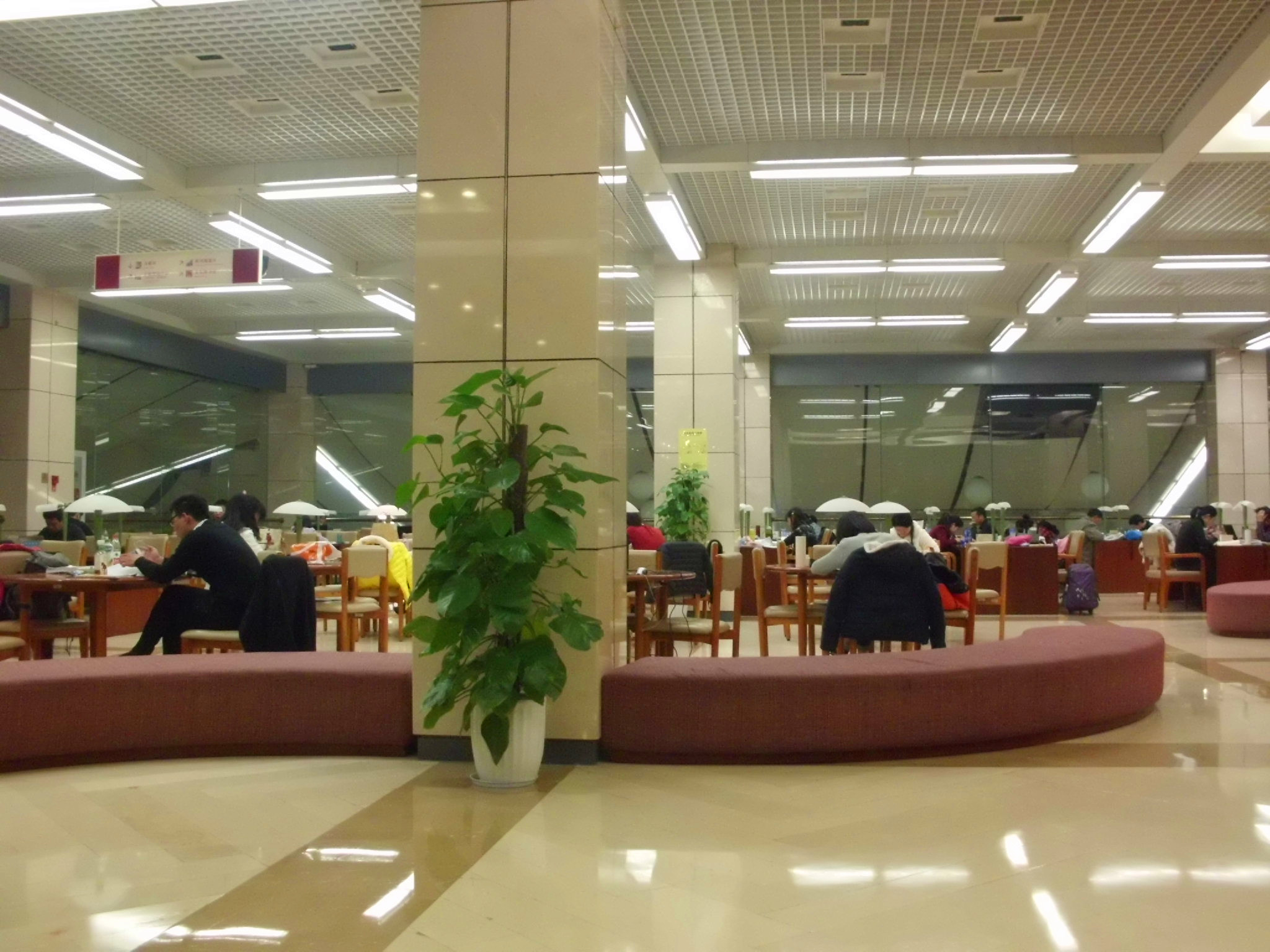
二楼自习大厅
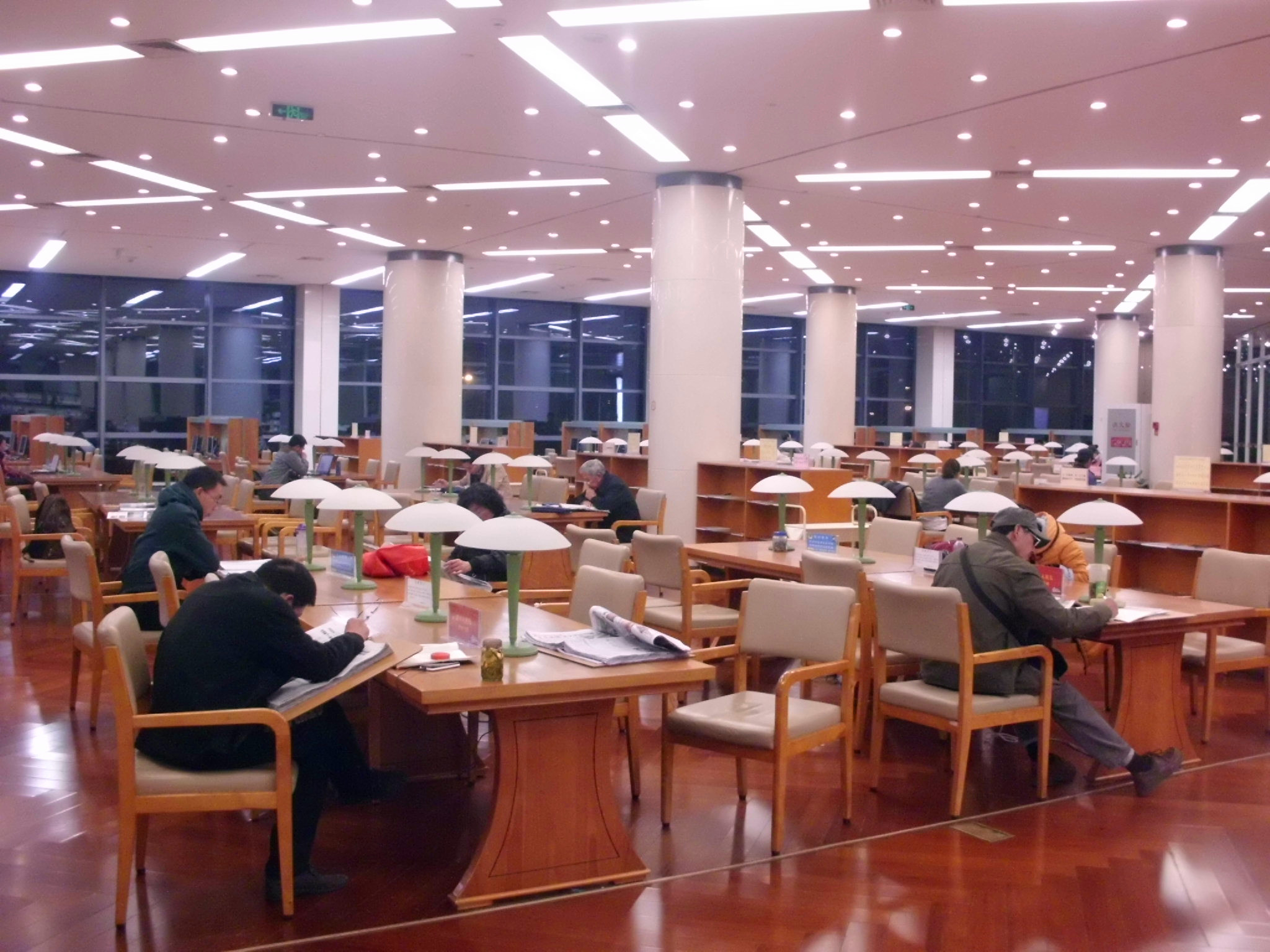
报刊阅览室
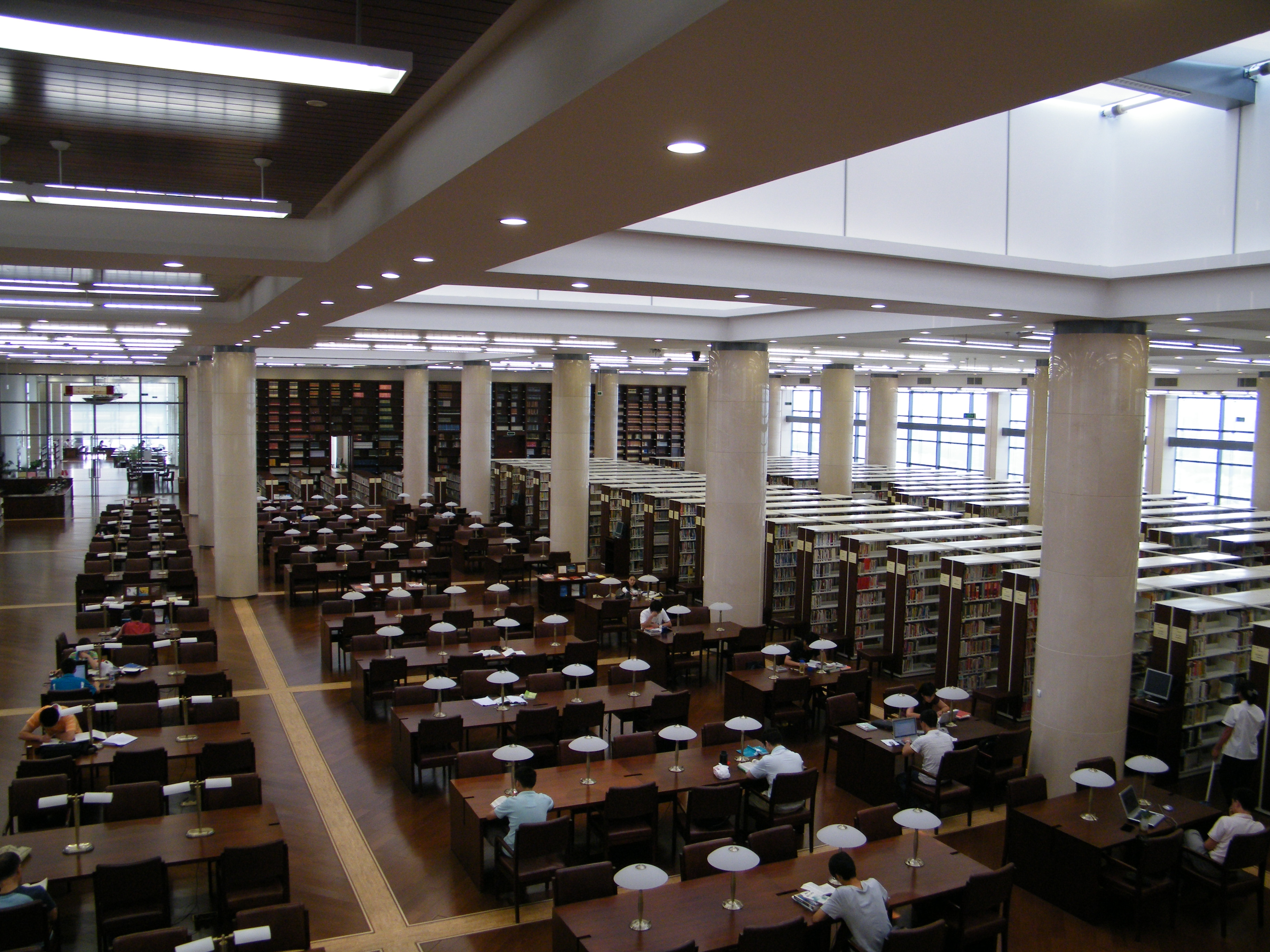
三楼自习阅读厅

## 分馆

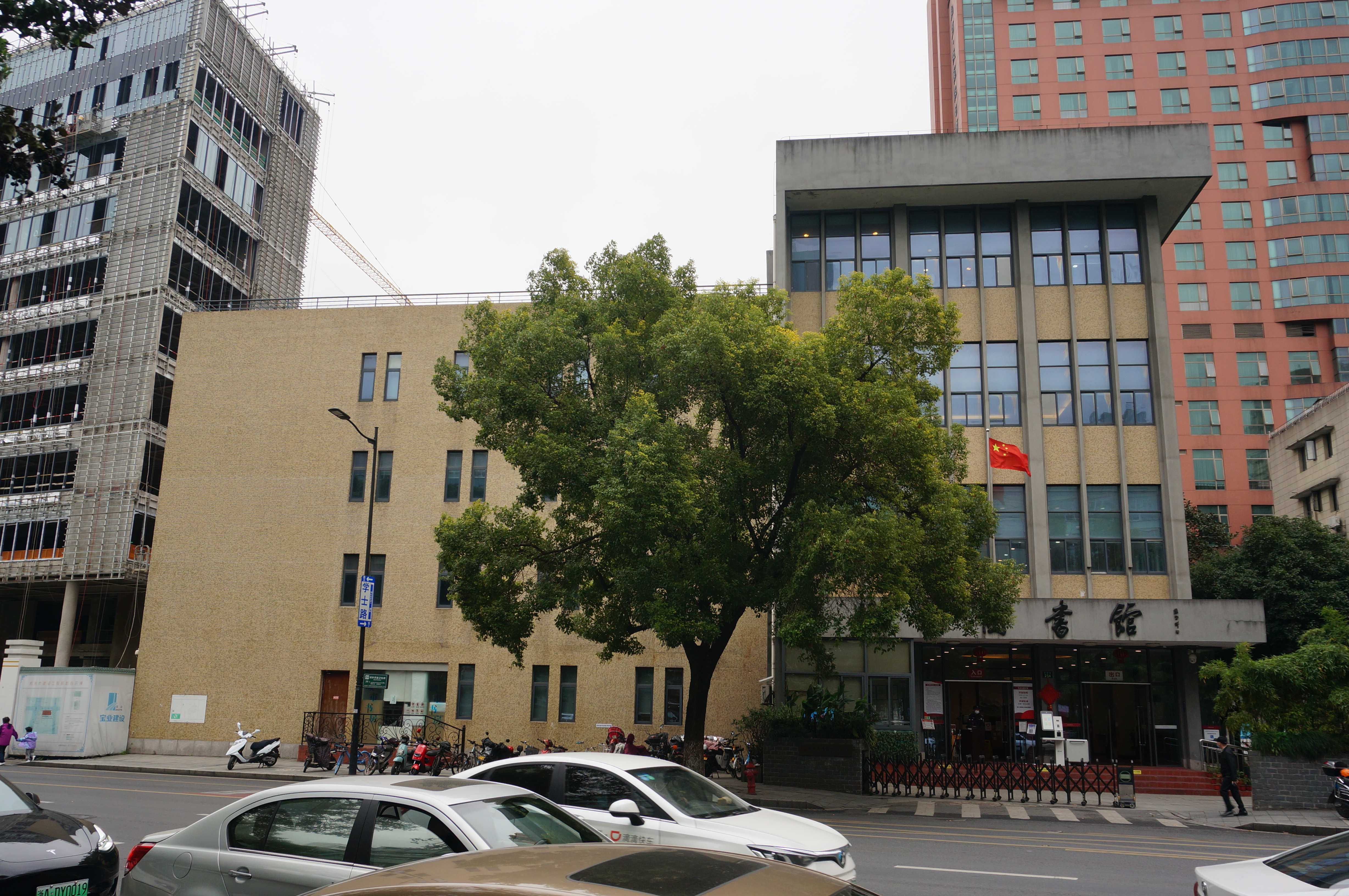
位于浣纱路的老馆，现为生活主题分馆

- 生活主题分馆：浣纱路254号（杭州图书馆老馆）
- 佛学分馆：上天竺317号
- 运动分馆：文一西路荆长大道以东200米八方城六号楼
- 印学分馆：西湖文化广场32号5楼（与西泠印社合作）
- 棋院分馆：钱潮路2号天元大厦四楼（与中国棋院杭州分院合作）
- 盲文分馆：富阳区高尔夫路585号
- 科技分馆（滨江图书馆）：滨江区文化中心6-8楼（2号门入口）